# Paratraea
Paratraea là một chi bướm đêm thuộc họ Crambidae.